# Дроздов, Илья Юрьевич
Илья́ Ю́рьевич Дроздо́в (род. 11 августа 1972, Москва, РСФСР, СССР) — российский политический деятель. Депутат Государственной думы Российской Федерации VI созыва c 21 декабря 2011 года по 5 октября 2016 года, член фракции ЛДПР.

## Биография
Родился 11 августа 1972 года в Москве в семье военнослужащего.
В 1992 году вступил в ЛДПР. В 1993 году основал Ставропольское региональное отделение ЛДПР, являлся его координатором (1993—1995, 2005—2012).
В 1994 году окончил Ставропольское высшее авиационное инженерное училище противовоздушной обороны им. Маршала авиации В. А. Судца, в 2002 году — Северо-Кавказскую академию государственной службы по программе «Государственная и муниципальная служба».
В 1994—1996 годах служил в Вооружённых силах России. Уволился в связи с сокращением состава Вооружённых сил в звании старшего лейтенанта.
В 2000—2005 гг. — директор Центра социальных и политических технологий «Премьер».
К 2005 году подготовил диссертацию на кафедре государственного и муниципального управления Ставропольского институт управления (существовал в 1995—2014 годах) В декабре 2005 году в Майкопе в Адыгейском государственном университете успешно защитил диссертацию, получив ученую степень кандидата социологических наук.
С 2005 по 2007 год был помощником депутата Государственной думы Егора Соломатина, позже — Михаила Мусатова.

### Дума Ставропольского края
11 марта 2007 года избран депутатом Государственной Думы Ставропольского края IV созыва. Являлся заместителем председателя региональной Думы и руководителем фракции ЛДПР.

### Государственная дума
На состоявшихся 4 декабря 2011 года выборах в Государственную думу VI созыва был избран от ЛДПР (региональная группа № 32, Ставропольский край, первый в списке). Вошёл в комитет Государственной Думы по делам СНГ, евразийской интеграции и связям с соотечественниками.
В 2013—2017 гг. — член Центральной контрольно-ревизионной комиссии ЛДПР.
В июле 2016 году был выдвинут партией ЛДПР на выборах в Государственную думу VII созыва одновременно в одномандатном округе (№ 66, Ставропольский край — Невинномысский) и в составе списка партии (региональная группа № 47, Ставропольский край — Георгиевский одномандатный избирательный округ № 68, первый в списке) и на выборах в Думу Ставропольского края 6 созыва в составе списка партии (общая часть списка, № 2 после В. В. Жириновского).
По итогам выборов в Государственную думу, состоявшихся 18 сентября 2016 года, в одномандатном округе № 66 Дроздов занял третье место, уступив Александру Ищенко (ЕР) и Виктору Гончарову (КПРФ). В составе партийного списка мандат также не получил. По итогам выборов в Думу Ставропольского края список ЛДПР набрал 17,72 % голосов, реализованных в 4 мандата, один из которых получил Дроздов.

### Дума Ставропольского края
29 сентября 2016 года состоялось первое заседание Думы Ставропольского края шестого созыва. В этом созыве Дроздов был руководителем фракции ЛДПР (4 депутата), членом комитета Думы Ставропольского края по казачеству, безопасности, межпарламентским связям и общественным объединениям.

### Авария в Ставрополе в 2017 году
17 октября 2017 года в Ставрополе на перекрёстке улиц Льва Толстого и 8 марта Дроздов на своём депутатском автомобиле Toyota Rav 4 проехал на красный свет светофора и врезался в ПАЗ, двигающийся по ул. Льва Толстого. В результате ДТП было госпитализировано 2 пассажира, также пострадали 2 пассажира автомобиля Toyota. Дроздов, находившийся за рулём в момент аварии, переложил вину на водителя автобуса и утверждал, что тот ехал на красный свет, хотя камеры видеонаблюдения свидетельствовали об обратном.
Водитель автобуса — Евгений Кусакин — 24 октября 2017 года написал письмо председателю ЛДПР Владимиру Жириновскому, в котором разъяснил всю ситуацию и указал на свою невиновность. Он также отметил, что сотрудники ГИБДД на месте аварии также утверждали, что тот[кто?] проехал на красный свет светофора. 27 октября 2017 года Жириновский сообщил, что получил письмо водителя ПАЗ, а видео с места ДТП убедило его в виновности депутата. Также Жириновский потребовал уволить сотрудников ГИБДД, расследовавших инцидент, и сделать замечания мэру Ставрополя и губернатору края. Жириновский сообщил, что ЛДПР примет все меры для защиты несправедливо обвиняемого водителя. Депутат от ЛДПР Ярослав Нилов направил запрос с требованием выяснить, почему Кусакина уволили ещё до того, как была доказана его вина, а вице-спикер Государственной думы от ЛДПР Игорь Лебедев направил запрос в ГИБДД с требованием учесть все имеющиеся свидетельства, провести честное расследование и «наказать того, кто реально виноват в аварии». Жириновский добавил, что «у Дроздова отберут партийный билет», а в краевую думу поступит требование о лишении его депутатского мандата, если будет доказана вина депутата в этом ДТП.
По факту ДТП пассажирского автобуса и внедорожника депутата думы Ставрополья Дроздова было возбуждено административное дело. В конце ноября 2017 года в СМИ появились сообщения о том, что Дроздов может выйти из партии. По решению суда, Дроздову в феврале 2018 года был назначен административный штраф в 3000 рублей.

### Исключение из ЛДПР
Через год после аварии, в декабре 2018 года, Дроздов и его супруга в числе прочих «за предательство интересов ЛДПР, а также за совершение действий, порочащих репутацию члена ЛДПР и наносящих моральный ущерб партии», были исключены из ЛДПР. Как сообщают региональные СМИ, исключение произошло именно из-за аварии 2017 года.

## Награды
- Благодарность правительства Российской Федерации (10 июля 2014 года) — за заслуги в законотворческой деятельности, направленной на решение стратегических задач социально-экономического развития страны[13].
- Медаль «МПА СНГ. 25 лет» (27 марта 2017 года, Межпарламентская ассамблея СНГ) — за заслуги в деле развития и укрепления парламентаризма, за вклад в развитие и совершенствование правовых основ функционирования Содружества Независимых Государств, укрепление международных связей и межпарламентского сотрудничества[14].